# Angelonia acuminatissima
Angelonia acuminatissima är en grobladsväxtart som beskrevs av Theodor Carl Karl Julius Herzog. Angelonia acuminatissima ingår i släktet Angelonia och familjen grobladsväxter. Inga underarter finns listade i Catalogue of Life.